# شاي أعشاب

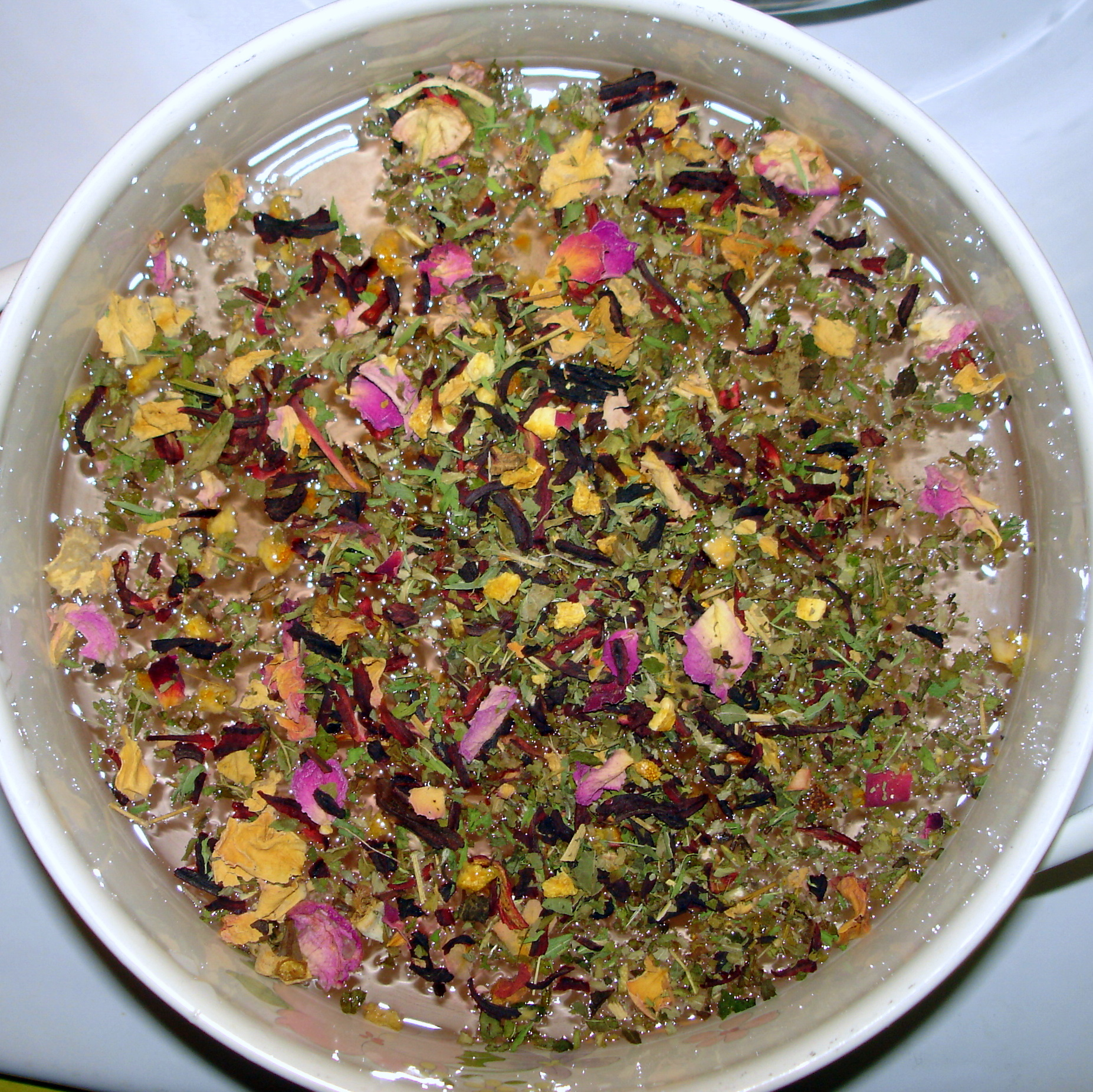
الشاي العشبي مصنوع من الكركديه قبل التنقيع

شاي الأعشاب أو الشاي العشبي يطلق على أي مشروب مصنوع بطريقة التسريب أو الإستخلاص بالإغلاء للأعشاب الطبية، البهارات، أو أي مواد نباتية في الماء الساخن، وعادة لا تحتوي على الكافيين. وقد اشتهرت هذه المشروبات من الشاي الحقيقي الذي يحتوي على الكافيين (أسود، الأخضر، الأبيض، الأصفر، أولونغ، الخ، التي تعد من أوراق نبات الشاي، الكاميليا الصينية)، وكذلك من الشاي الخالي من الكافيين، التي نزع عنه الكافيين. بالإضافة إلى كون الشاي العشبي من المشروبات فهو يستهلك أيضا لفوائده الطبية المزعومة.
مثل المشروبات المصنوعة من الشاي الحقيقي، يمكن تقديم الشاي العشبي ساخنًا أو باردً. وقد استخدم شاي الاعشاب منذ بداية كتابة التاريخ وحتى الآن. [بحاجة لمصدر] وقد عثر على مستندات يعود تاريخها إلى مصر القديمة والصين القديمة تناقش استخدامات الشاي العشبيي والتمتع به. [بحاجة لمصدر] يعرف شاي الاعشاب بين الصينيين باسم يانغ تشا الصينية涼茶; pinyin: liáng chá;Jyutping}} loeng4 caa4}} .

## اصل الكلمة

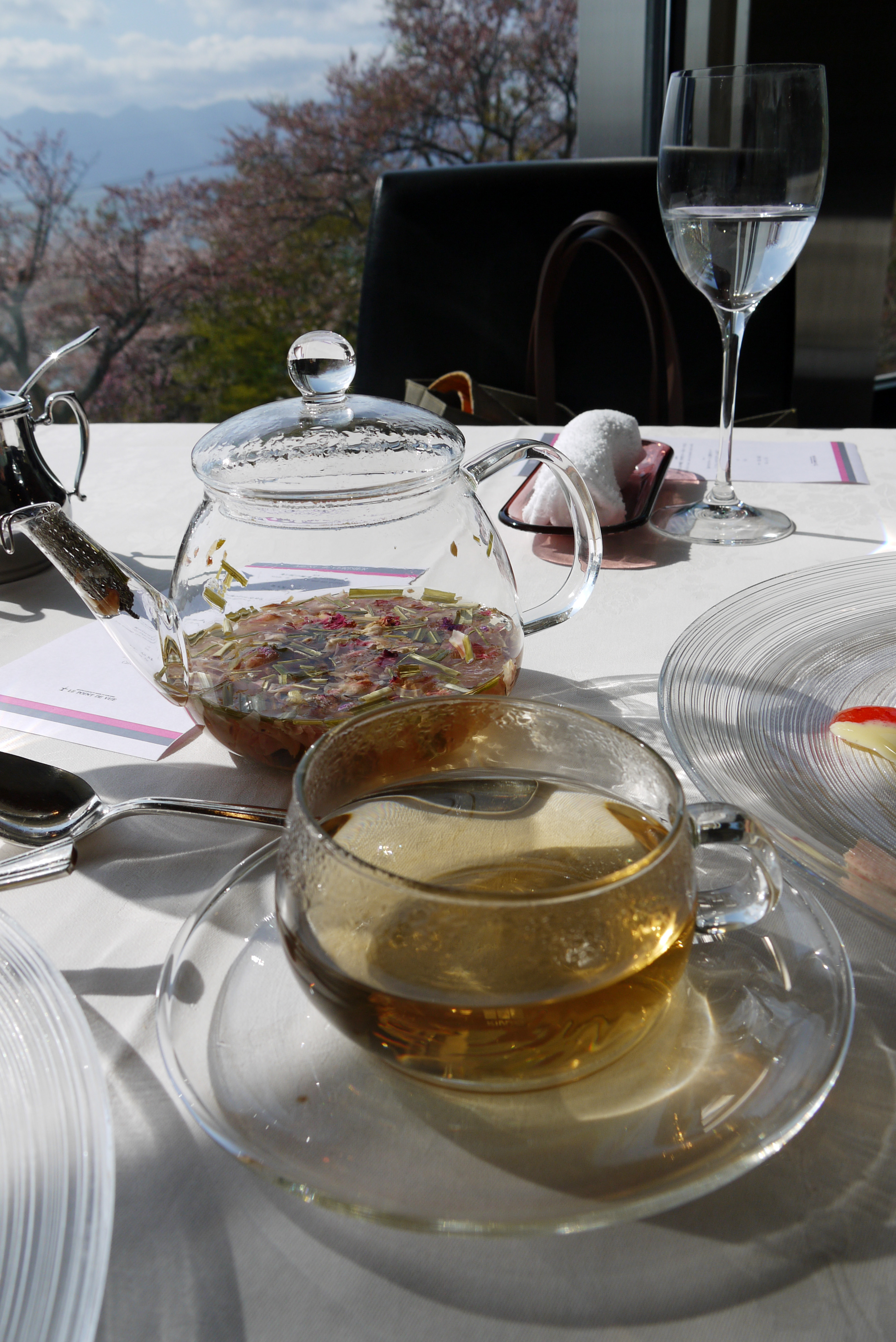
الشاي العشبي في الابريق والكأس الزجاجي

الكلمة الأنجليزيه "tisane" مأخوذه من الكلمة اليونانيه πτισάνη (ptisanē)وهو شراب مصنع من شعير اللؤلؤ شبيه بماء الشعير الحديث.

## فوائده الصحية
قالب:انظر ايضًا
يستهلك شاي الاعشاب غالبًا لآثاره المادية أو الطبية، وخاصة لخواصة التنبيهيه أو المهدئه. تناقش الآثار الطبية لبعض الأعشاب تحت الأعشاب الطبية. الفوائد الطبية لبعض الأعشاب المحددة غالبا ماتكون قصصية أو مثيرة للجدل، وفي بعض الدول (بما في ذلك الولايات المتحدة)لا تسمح لمصنعي شاي الاعشاب بصناعتها نتيجه للأدعاءات الغير مثبتة حول الآثار الطبية لمنتجاتها.

### الخصائص المضادة للأكسدة
قالب:انظر ايضًا قائمه من مضادات الاكسده في الأطعمه
تتوفر عينات من شاي الأعشاب نقيه أو مخلوطه، كما يشتهر بسبب رائحته العطريه، وخصائصهالمضادة للأكسدة والتطبيقات العلاجية.
الخصائص مضادة للأكسدة (AOP) لشاي الاعشاب للنباتات المعتدلة منالعائلة الشفوية، حيث دُرست جيداً. اما شاي الاعشاب الاستوائية لم تدرس. مؤخرا، أظهرت دراسة المقارنات أن شاي الأعشاب الاستوائية كانت أكثر تنوعا وتغيرًا في خصائصها المضادة قيمة شاي الاعشاب اقل لمضادات الأكسدة من الشاي الأصلي. وكان لشاي ليمون الآس وشاي الجوافه وشاي الزعتر استثناء لخصائصه المضادة للأكسدة مقارنةً بالشاي الأسود.

## المخاطر الصحية
قالب:انظر ايضًا
يمكن أن يتكون شاي الاعشاب من أي جزء نباتي، ويتضمن ذلك بعض النباتات التي تعرف بأنها السامة، للصحة والسلامة يجب فحص مكونات معينة على حدة. معظم انواع شاي الاعشاب تباع بالتجزئة كما تباع المشروبات فيمكن اعتبارها آمنه، ولكن يمكن أن يحتوي شاي الاعشاب الطبية بسهوله على الأعشاب التي تسبب الضرر بكميات كبيرة.
في حين أن معظم أنواع شاي الاعشاب آمنة للاستهلاك. بعض الأعشاب لها آثار سامة أو مسببة للحساسية. من ضمن اعظم اسباب القلق:
•السنفيتون، الذي يحتوي على قلويدات التي يمكن أن تسبب تلف الكبد المزمن مع الاستخدام الدائم.
•اللوبيليا، الذي يحتوي على السموم التي تشبه تأثير النيكوتين
هناك آثار مختلفه لشاي الاعشاب تختلف من شخص لآخر، وهذا يضيف المزيد من مشاكل الاحتمالات غير المعروفة. وقفاز الثعلب القاتل، على سبيل المثال، يمكن أن يعالج الامراض الحميدة (ولكن مايزال سام نسبيًا للكبد)
المملكة المتحدة لا تطلب وجود أي ادله تتعلق بفاعلية شاي الاعشاب، ولكن تعالجهم من الناحية الفنية مثل المنتجات الغذائية وتتطلب أن تكون آمنة للاستهلاك.
النعناع واوراق نعناع للشاي العشبي يحتوي على الحديد بنسبه أكبر بكثير من الشاي الأصلي. [بحاجة لمصدر]

### التلوث
قالب:انظر ايضًا
اعتمادًا على مصدر المكونات العشبيه فأن شاي الأعشاب مثل أي محصول قد يكون ملوث بالمبيدات الحشريه أو المعادن الثقيله.
و وفقًا لنيثاني وكاكار (2004), «يجب فحص جميع المستحضرات العشبيه عن المكونات الكيميائية السامه لتهدئة مخاوف المستهلكين من التعرض للمبيدات الحشريه السامه المعروفة وللمساعده في تعزيز قبول العالم لمثل هذه المنتجات».

### خلال فترة الحمل
وبالإضافة إلى القضايا السامة لجميع الناس المذكورة سابقًا، تعتبر العديد من أنواع الأعشاب الطبية مجهضة، ويمكن أن تسبب الاجهاض إذا استهلكتها المرأة الحامل. وتشمل أيضًا مكونات معروفه مثل جوزة الطيب وصولجان والبابايا والبطيخ المر ولويزة والزعفران والدردار والزلق وربما الرمان. وتشمل أيضا أعشاب غير معروفه مثل عشبه مقور ورو والنعناع والجزرة البريةو كوهوش الزرقاء وحشيشة الدود والمقتصد.
بالإضافة إلى ذلك، وجدت الدراسة أن الاستخدام المتكرر والمنتظم للقنب طوال فترة الحمل قد تؤدي إلى انخفاض بسيط في الوزن والذي يمكن كشفه إحصائيا عند الولادة.

## شعبيته

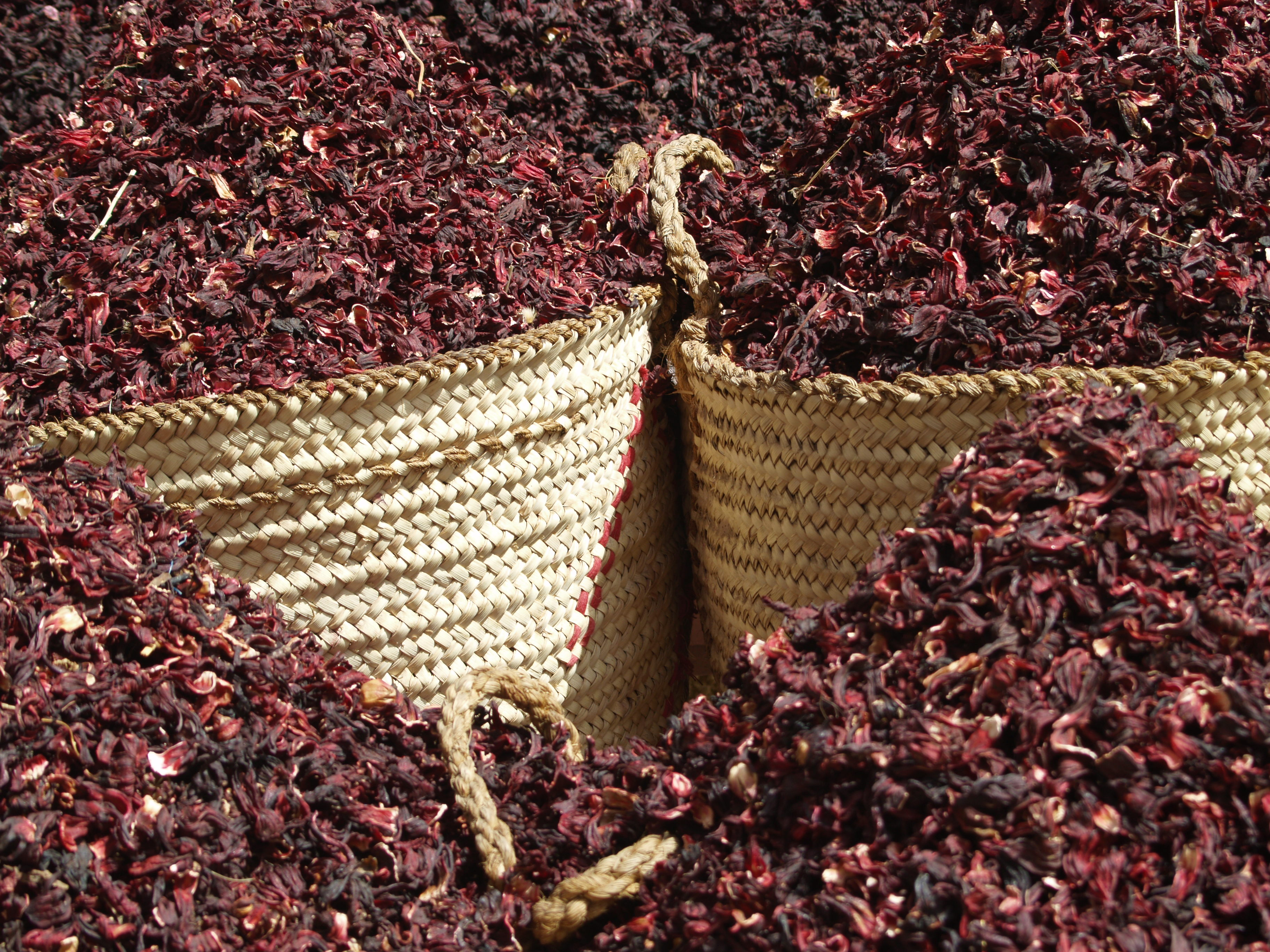
سلال من الكركديه المجففة لصنع الكركدي أو "شاي الكركديه", or "شاي كركديه", وهو شاي أعشاب مشهور في جميع أنحاء العالم

شاي الأعشاب «الكركديه» مشهور جدًا في مصر. ويقدم في الأجواز.
في الصين، يَستخدم الطب الصيني التقليدي في صنع شاي الاعشاب الطبيعية. ويحضى بشعبيه كبيرة لتعزيز الصحة ومعالجة المشاكل الأساسية داخل الجسم. فمثلا يمكن صنع انوع مثل الزعرور بالإضافة إلى أولونج / بو إيه لمعالجة ارتفاع الدهون في مجرى الدم بالجسم.قالب:بحاجه لمصدر
في سريلانكا، الشاي العشبي له تاريخ طويل ضمن التقاليد المحلية للأطباءالأصليين. Iramusuفشاغ و Beliقثاء هندي و RanawaraSenna auriculataو PolpalaAerva lanataو weniwelCoscinium fenestratum و kothala-himbutu Salacia reticulata 
هي من بين العديد من الأنواع النباتية التي استخدمت لصنع الشاي العشبي وتستخدم لعلاج مجموعة كبيرة ومتنوعة من الامراض. ويستخدم "Paspanguwa" على نطاق واسع (ترجمت كخمسة أجزاء) هو علاج محلي معروف لنزلات البرد والحمى ويحتوي على خمسة عناصر Pathpadagam (Mollugo cerviana)،Katuwelbatu (مغد virginianum)، Koththamalli (بذور الكزبره)،Thippili (الفلفل الطويل)، وInguru (الزنجبيل)، وغالبا يحلى بالسكر أوجاقيري.

## تكوينه
يمكن صنع شاي الأعشاب من المريمية أو بابونج أو الزنجبيل أو القرفة أو الهيل أو الزعتر أو إكليل الجبل أو اليانسون.
قالب:انظر ايضًا
ويمكن عمل شاي الأعشاب مع الزهور الطازجة أو المجففة أوالأوراق أوالبذور أوالجذور، عن طريق سكب الماء المغلي على أجزاء النبتة ونقعها لبضع دقائق. ويمكن أيضًا ان تغلى البذور والجذور على الموقد. ثم تصب الشاي العشبي ويحلى عند الرغبة ثم يقديم. العديد من الشركات تنتج أكياس الشاي العشبي لنقعه.

### الأصناف الرئيسية
بينما يتم تعريف العديد من أصناف الشاي العشبي كمواد نباتية للنقع، ففيمايلي قائمة بالأعشاب الشائعة:
- شاي اليانسون، مصنوع إما من البذور أو الأوراق.
- أوراق نبتة بيني الآسيويه في جنوب شرق اسيا
- شاي الخرشوف
- بلسم النحل
- البولدو- ويستخدم في أمريكا الجنوبية
- نبات الأرقطيون
- شاي القنب، يستخدم في إعداد البانجو
- شاي الكمون، مصنوع من البذور
- شاي النعناع البري يستخدم للأسترخاء وكمسكن ومهدئ.
- شاي البابونج ويستخدم كمهدئ.
- تشي دانغ، شاي مر جدا مصنوع من أوراق البلوط الأخضر
- الشاي الصيني بطباط
- شاي الأقحوان، مصنوع من الزهور المجففة، ويحظى بشعبية مع ديمسوم الصينية
- القرفة
- شاي الكوكا، مصنوع من نقع أوراق الكوكا.
- شاي اوراق القهوة وشاي قهوه الكرز هو شاي الاعشاب التي تستخدم فيها الأوراق والكرز لنبتة القهوة. في القهوة تستخدم حبوب البن(بذور) بدلاً من ذلك.
- كراسيس، عشب جامايكي مر

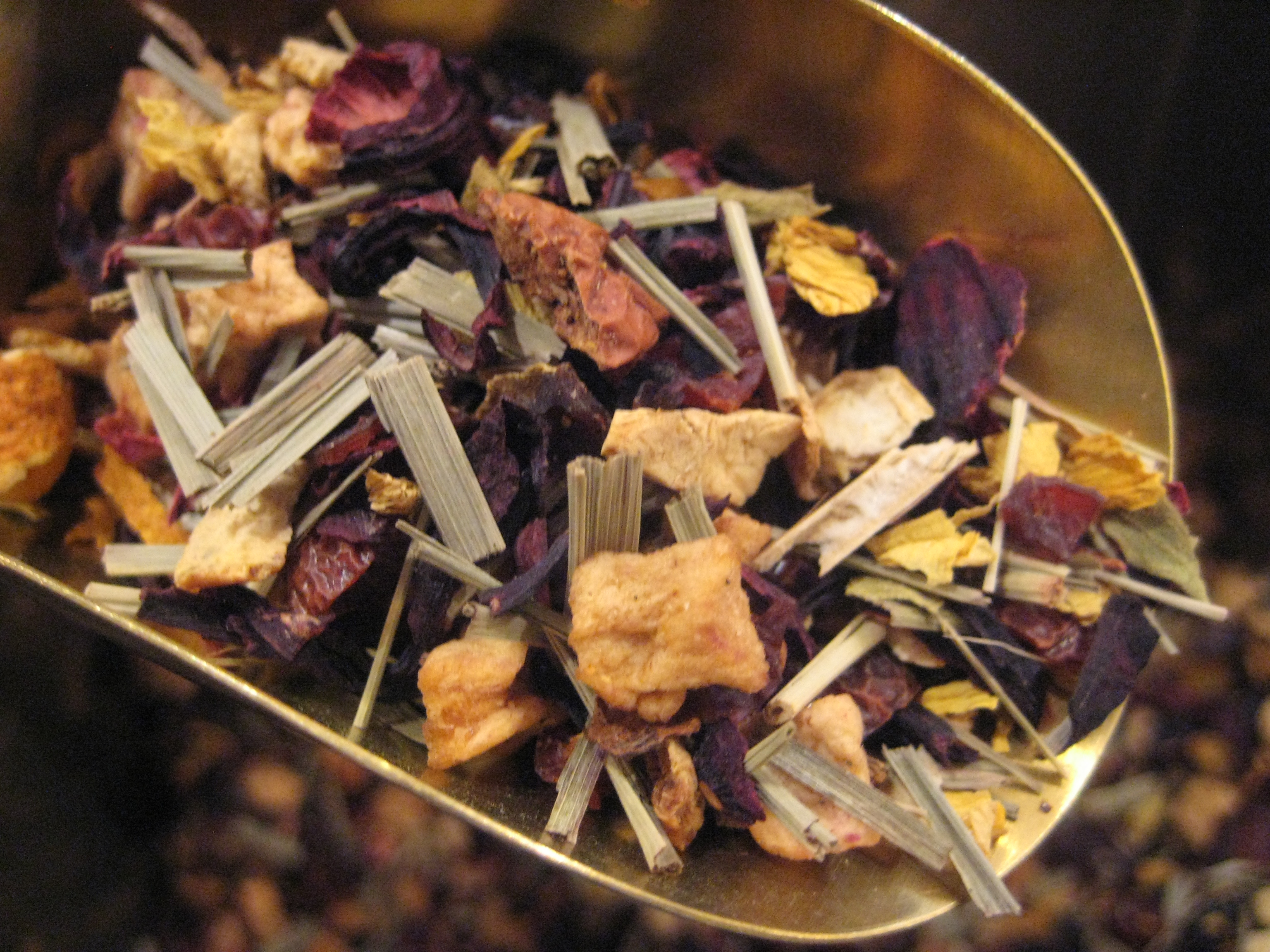
التفاح والورد البري وقشور البرتقال والبابايا والنعناع وجذور عرق السوس وعشب الليمون والقرفه والعليق وازهار الملوخية

- قشور الحمضيات، بما في ذلك البرغموت والليمون وقشر البرتقال
- قهوة الهندباء
- شاي الشبت وغالبا ما يستهلك لتخفيف اضطرابات المعدة
- شاي ااشنسا
- نبات البلسان
- الهدال الأوروبي (دبق أبيض)، (ينقع في الماء البارد لمدة 2-6 ساعات)
- شاي ايزايك هو شاي عشبي مخلوط
- * الشمرة
- زهره الجنطيانا
- ويمكن عمل جذر الزنجبيل إلى شاي عشبي ويشتهر في الفيليبين كشراب غازي

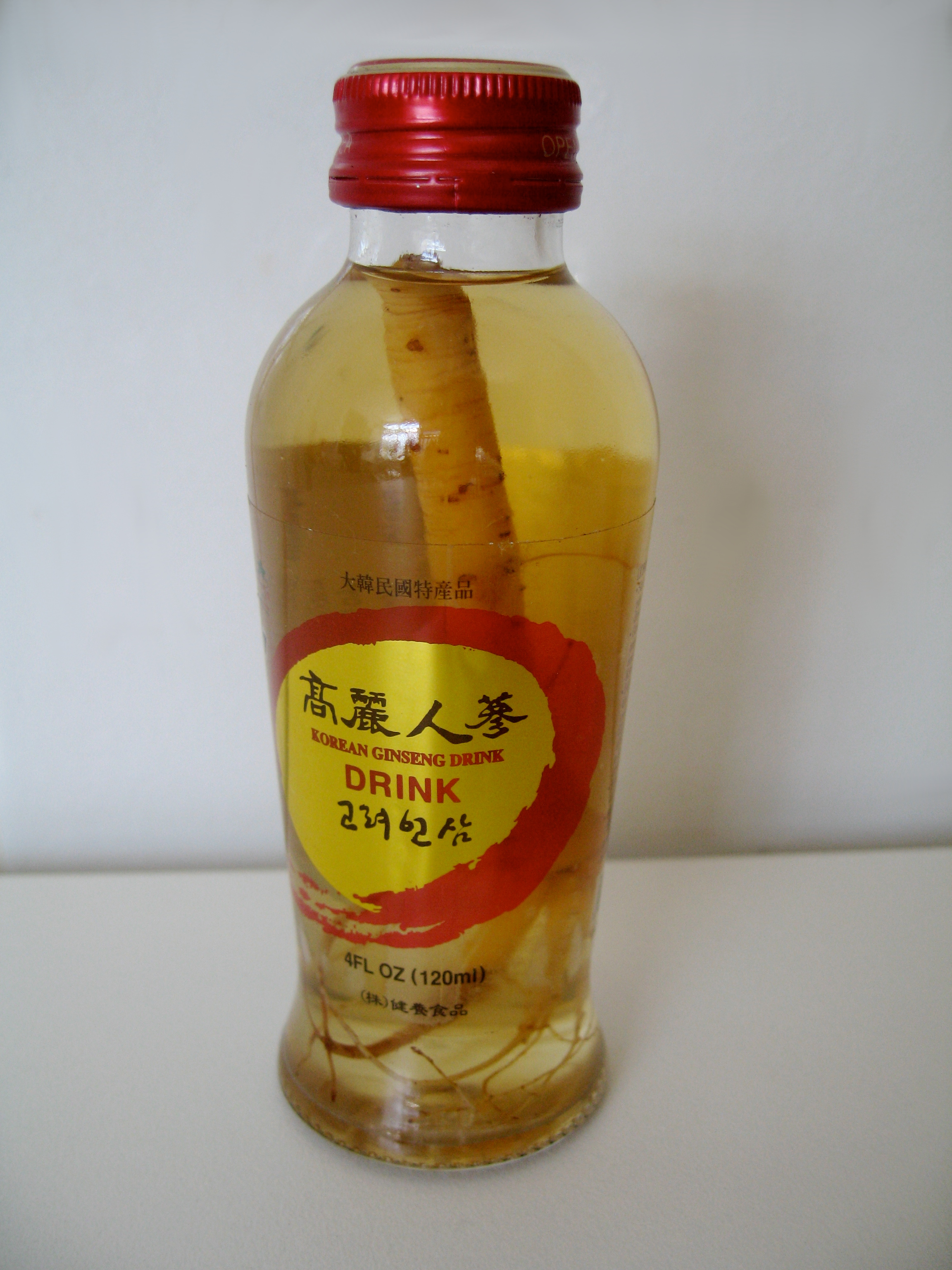
شاي الأعشاب المعبأة في زجاجات مصنوعة من نبات الجنسنغ مسبقة الصنع الجينسنغ المنشط، ويمكن استخدامه كبديل للكافيين.

- شاي الأعشاب المعبأة في زجاجات مصنوعة من نبات الجنسنغ مسبقة الصنع الجينسنغ المنشط، ويمكن استخدامه كبديل للكافيين.، ويشتهر شاي الجنسينغ في الصين وكوريا
- غوجي، شاي عشبي مشهور وسهل الأعداد
- الزعرور البري
- الكركديه (تخلط غالبًا مع روز الورك)، شاي مشهور في الشرق الأوسط ويشرب باردًا أو حارًا. ويستهلك شاي الكركديه أيضا في أوكيناوا، حيث يزعم المواطنين أن شاي الكركديه يطيل العمر. انظر أيضا كركديه أدناه).
- شجيرةالعسل متصلة بالمريمية وتنمو في منطقة مماثلة في جنوب أفريقيا، ولكن طعمه أحلى قليلا
- النعناع
- Houttuynia
- شاي كوبيه، والأوراق المجففة للالكوبية. يجب توخي الحذر لأن معظم انواعه تحتوي على السم. والكوبية «آلآمنة» تنتمي إلىالكوبية مشرشرأماشا («الشاي الحلو») الصنف المجموعة.[7]
- جيوقيلان (المعروف أيضا باسم كسينكاو أو جينسنغ الرجل الفقير)
- شاي الكابور، الأوراق المجففة من فايرويد
- جذور الكافا، من جنوب المحيط الهادئ، هو مشهور لآثاره في تعزيز الثرثرة والاسترخاء
- قرطوم، الأوراق المجففة لشجرة القرطوم، يشرب لآثاره الطبية ويعتبر كمنشط
- كوزيو، الشاي الياباني الأبيض الغليظ يصنع بإضافة دقيق كودزو إلى الماء الساخن
- شاي لابرادور، مصنوع من الشجيرة التي تحمل نفس الاسم، وتوجد في الجزء الشمالي من أمريكا الشمالية.
- لابشو (المعروف أيضا باسم تاهيبو) هو البطانة الداخلية للحاء (أوطبقة الكامبيوم) من شجرة الأحمر أو الأرجواني لابشو التي تنمو في أدغال البرازيل، وتغلى ليخرج منها فوائد صحية عديدة ومتنوعة.
- بلسم الليمون
- شاي الليمون والزنجبيل
- عشب الليمون
- لوه هان قوه
- جذر عرق السوس
- زهر الليمون، والزهور المجففة من شجرة الزيزفون (TILIA في اللاتينية).
- ماتي دي الكوكا (التي تسمى أحيانا «شاي الكوكا»)، مصنوعة من أوراق الكوكا.

ماتي دي الكوكا الأصلية تحتوي على كميات قليلة جدا من الكوكايين وقلويدات مماثلة . الكوكا غير قانونية في بعض البلدان، والمنتجات التي تُسوق على أنها «شاي الكوكا» من المفترض أن تمنع، أي أن يتم إزالة المكونات الصيدلانية الفعالة من الورقة باستخدام نفس المواد الكيميائية المستخدمة في تصنيع الكوكايين.
- نعناع (تخلط أيضا مع الشاي الأخضر لصنع شاي النعناع)
- شاي الجبل، شاي مشهور جدًا في البلقان ومناطق أخرى من المنطقة المتوسطة. مصنوعة من مجموعة متنوعة من النباتات وسدريت سوري التي تنمو في المناخات الدافئة ويبلغ طولك فوق 3,000 قدم. يعود تاريخ استخداماته إلى ماقبل 2,000 سنة
- أوراق النيم
- نبات القراص
- شاي نيو جيرسي
- شاي نوني
- اوكوسا تشا (옥수수 차)، شاي الذرة المحمص التقليدي الموجود في كوريا.
- نبات النعناع للأجهاض
- شاي الصنوبر، المصنوع من إبر أشجار الصنوبر يوجد به فيتامينات A و C بكثرة.
- شاي الخشخاش، يشرب لأنه مهدئ ولخصائصه المسكنة.
- القشر، شراب يمني مع قشور القهوة والزنجبيل.
- شاي البرسيم الأحمر
- أوراق التوت الأحمر
- شاي الشعير المحمص، والمعروف باللغة اليابانية موقوشيا والكورية كمابوري تشا. نكهتة المحمصة يمكن أن تذكرنا بالقهوة (بدون مرارة القهوة والكافيين). غالبًا مايشرب باردًا في الصيف.
- يستخدم القمح المحمص في بوستيوم، بديلا القهوة.

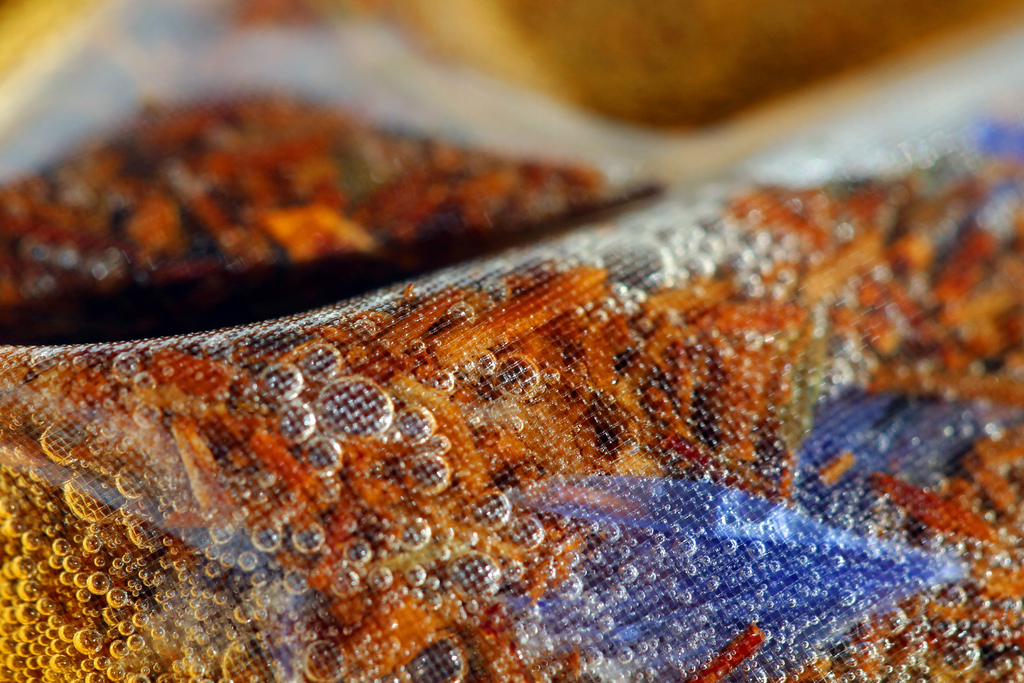
نظرة عن كثب لمزيج المريميةالمنقوع في كيس الشاي.

- المريمية (الأحمر بوش) هو النبات المحمر المستخدم في صنع المشروب ويزرع في جنوب أفريقيا. ويسمى في الولايات المتحدة بالشاي الأحمر. لديه العديد من الخصائص المضادة للأكسدة من الشاي الأخضر، ولكن لأنه لايأتي من أوراق الشاي، فإنه لا يحوي مادة الكافيين.
- ثمر الورد (يخلط غالبا مع الكركديه)
- بتلات الكركديه (نوع من الكركديه، ويعرف أيضا باسم بيساب وداه)ويستهلك في مناطق الساحل وغيرها.
- ندى الجبل
- الميرمية، ميرمية كاليفورنيا
- ساكورايا هو شاي عشبي ياباني مصنوع من مخلل بتلات زهر الكرز.
- سلفيا
- تنقع جذور السسافراس لصنع الشاي وتستخدم أيضًا في التوابل من جذور البيرة حتى حظرتها ادارة الاغذية والعقاقير.
- الأرز المحروق، والمعروفة باسم تشا هايونمي في كوريا
- قلنسوة
- سوباشا
- سبيكابوش (لنديرا بينزوين) أوراق تستخدم لصنع الشاي من بعض السكان الأصليين في شرق أمريكا الشمالية
- شاي شجرة التنوب، مصنوعة من الإبر من أشجار التنوب يوجد بهافيتامين C بكثره.
- يمكن أن تقدم فاكهة مرجانية السماق في عصير الليمون.
- يمكن أن تستخدم ستيفيا لصنع الشاي العشبي، أو كتحلية فيالمشروبات الأخرى.
- نبتة سانت جون يمكن استخدامها كعشبة مضادة للاكتئاب.
- الزعتر مطهر، وتستخدم في ليسترين.
- تولسي، أو المقدسة باسيل، في اللغة الإنجليزية
- مخالب القط، والمعروفه باسم مخلب القط
- حشيشة الهر المسكن
- (فيرفيناس)
- نجيل الهند
- قرع الشمع في شرق آسيا وجنوب شرق آسيا.
- وونغ لو كات، وصفة لشاي الاعشاب من كانتون، الصين منذ عهد أسرة تشينغ
- وودروف
- يارو

### الشاي الهندي القديم
يتكون وأعشاب الايورفيدا مثل اقيا قاش (Agya Ghas) وياشتيمادهو (Yeshtimadhu) وتولاسى حبق رقيق الأزهار ..الخ. قامت صيدليات مختلفة باستخدام تركيبات مختلفة من أدوية الايورفيدا في منتجاتها. كما عثروا في الشاي الهندي القديم المحتوي على المواد الغذائية بما في ذلك الكالسيوم والبوتاسيوم، والفاناديوم والحديد والمنغنيزوالسيلينيوم والزنك.

## معرض صور

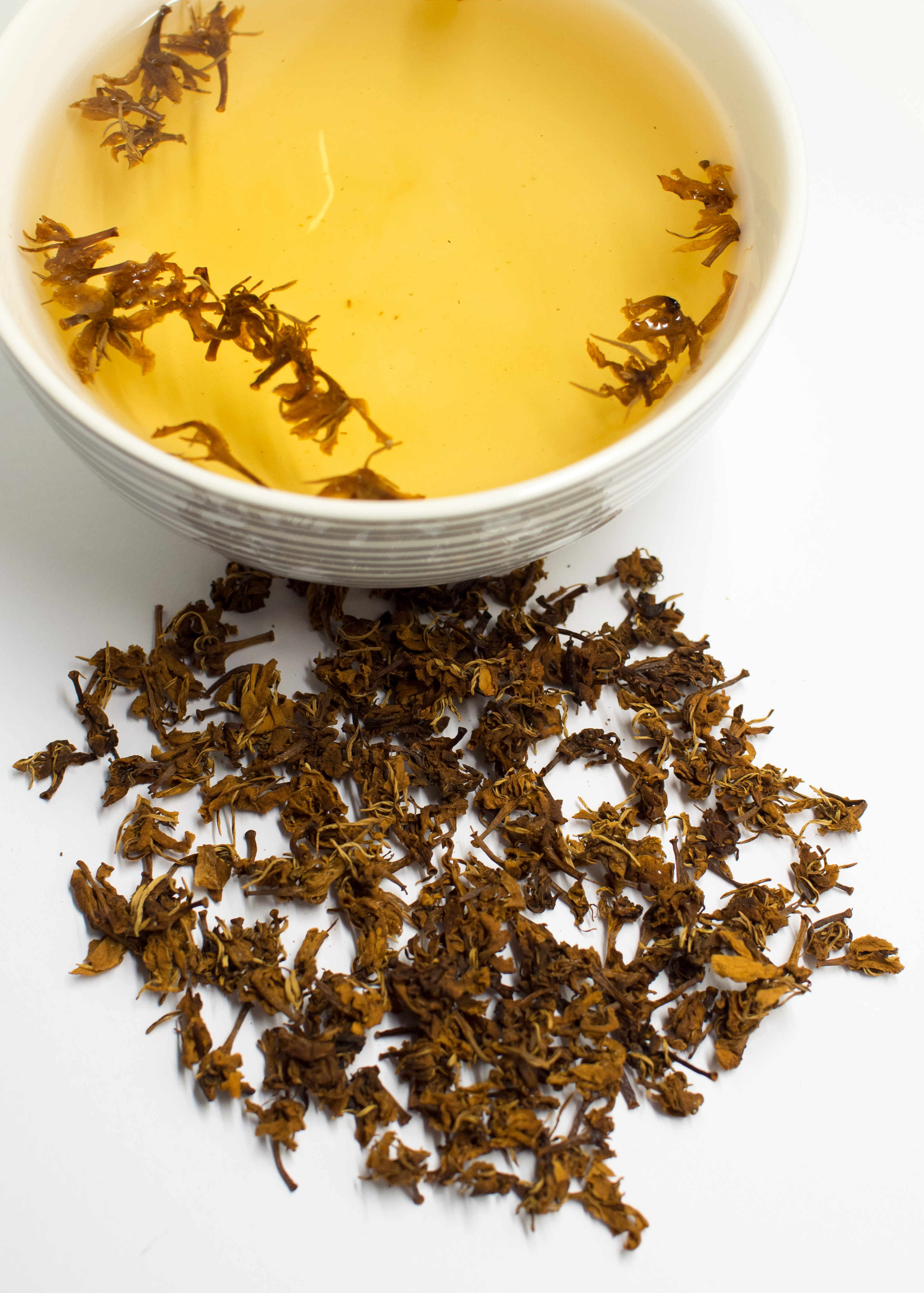
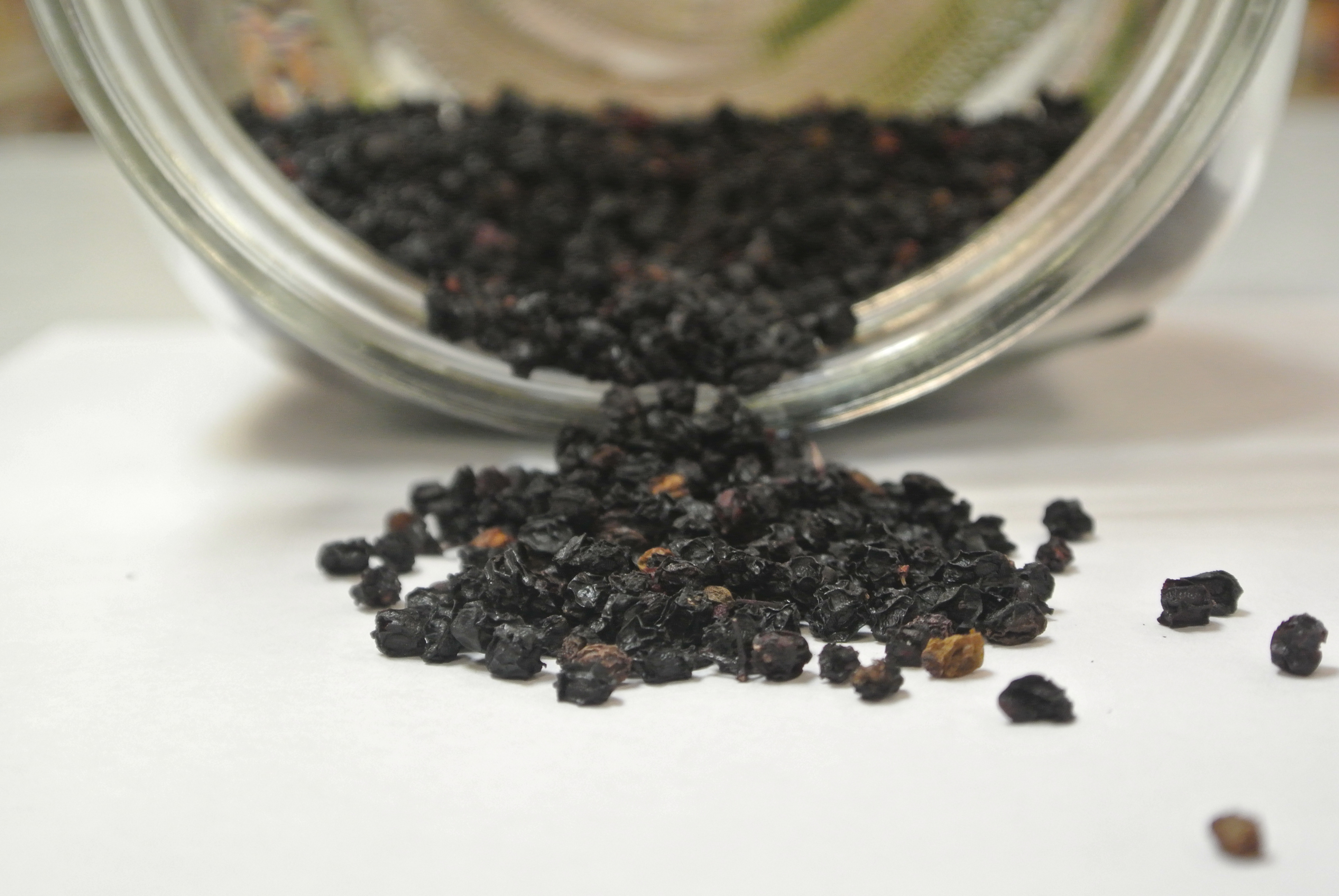
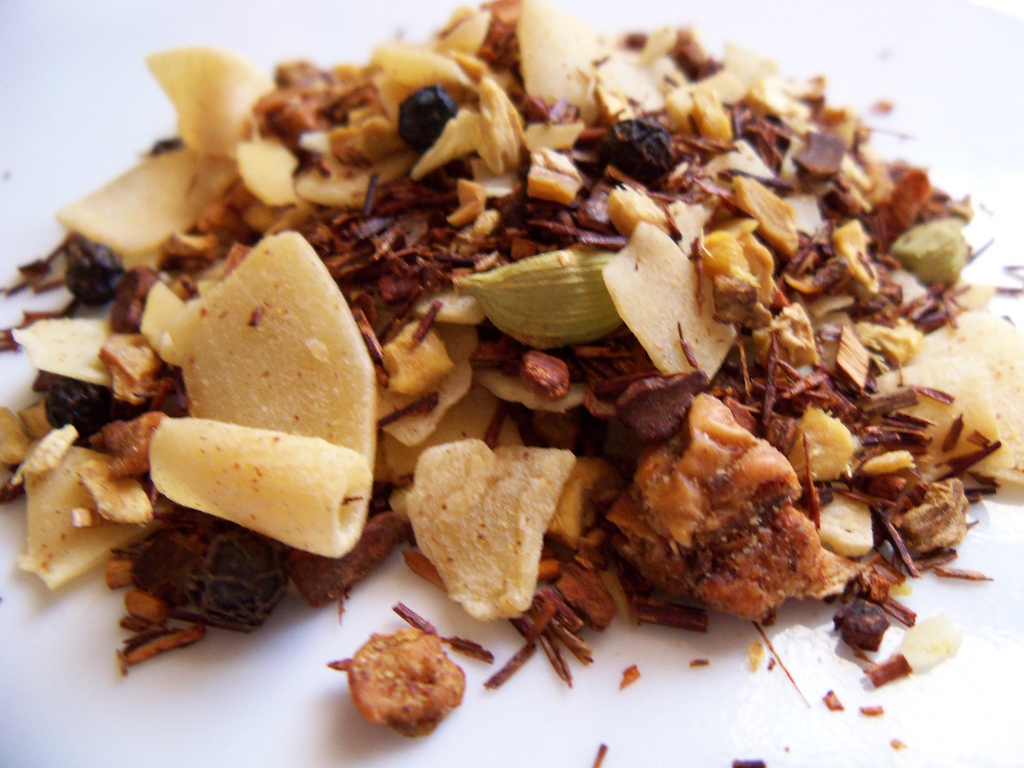